# Dioști
Dioști – wieś w Rumunii, w okręgu Dolj, w gminie Dioști. W 2011 roku liczyła 1192 mieszkańców.